# 酸化コバルト(III)
酸化コバルト(III)(Cobalt(III) oxide, Co2O3)は、次亜塩素酸ナトリウム水溶液に硝酸コバルト(II)を加えることによって生成する潮解性の黒色固体である。天然にはほとんど存在しない。触媒や酸化剤として使われる。